# Farradijja
Farradijja (arab. الفرّاضية) – nieistniejąca już arabska wieś, która była położona w Dystrykcie Safedu w Mandacie Palestyny. Wieś została wyludniona i zniszczona podczas I wojny izraelsko-arabskiej, po ataku Sił Obronnych Izraela w dniu 1 lutego 1949.

## Położenie
Farradijja leżała u podnóża masywu góry Meron, na granicy Dolnej Galilei i Górnej Galilei, w odległości 8 km na południowy zachód od miasta Safed. Według danych z 1945 do wsi należały ziemie o powierzchni 1974,7 ha. We wsi mieszkało wówczas 670 osób.
| własność gruntów | powierzchnia gruntów (hektary) |
| ---------------- | ------------------------------ |
| Arabowie         | 1522,8                         |
| Żydzi            | 0                              |
| publiczne        | 451,9                          |
| Razem            | 1974,7                         |

| Rodzaj użytkowanych gruntów | hektary |
| --------------------------- | ------- |
| uprawy oliwek               | 70,3    |
| uprawy nawadniane           | 118,2   |
| uprawy zbóż                 | 418,3   |
| nieużytki                   | 1435,7  |
| zabudowane                  | 2,5     |

## Historia
W okresie panowania rzymskiego w miejscu tym istniała żydowska wieś nazywana Parod. W 1596 Farradijja była dużą wsią, liczącą 237 mieszkańców, którzy utrzymywali się z upraw pszenicy, jęczmienia, oliwek, owoców, oraz hodowli kóz i uli.
W okresie panowania Brytyjczyków Farradijja była średniej wielkości wsią. We wsi była szkoła podstawowa dla chłopców.

Podczas wojny domowej w Mandacie Palestyny w rejonie wioski Farradijja stacjonowały siły Arabskiej Armii Wyzwoleńczej. Podczas I wojny izraelsko-arabskiej w dniu 28 maja 1948 Izraelczycy wkroczyli do wsi, zmuszając większość jej mieszkańców do ucieczki w kierunku Libanu. W październiku 1948 Izraelczycy przeprowadzili operację Hiram. W dniu 30 października Farradijja została otoczona przez izraelskich żołnierzy. Część jej mieszkańców uciekła wówczas w kierunku Libanu. W następnych dniach we wsi schroniło się wielu arabskich uchodźców z innych zniszczonych wiosek w Galilei. W dniu 15 grudnia 1948 Izraelczycy podjęli decyzję o likwidacji tej wioski, plan zrealizowano jednak w lutym 1949.

## Miejsce obecnie
Tereny wioski Farradijja zostały zajęte przez utworzony w 1949 kibuc Parod i w 1950 moszaw Szefer.
Palestyński historyk Walid Chalidi, tak opisał pozostałości wioski Farradijja: „Teren jest opuszczony i pokryty dzikimi cierniami, drzewami oraz stosami kamieni ze zniszczonych domów. W miejscu najczęściej wykorzystywanym do wypasu zwierząt rosną kaktusy”.